# Hammar en Kornhall
Hammar en Kornhall (Zweeds: Hammar och Kornhall) is een småort in de gemeente Kungälv in het landschap Bohuslän en de provincie Västra Götalands län in Zweden. Het småort heeft 84 inwoners (2005) en een oppervlakte van 13 hectare. Eigenlijk bestaat het småort uit twee plaatsen: Hammar en Kornhall.